# Dussia coriacea
Dussia coriacea är en ärtväxtart som beskrevs av John Hwett Pierce. Dussia coriacea ingår i släktet Dussia och familjen ärtväxter. Inga underarter finns listade i Catalogue of Life.